# Aeschynanthus irigaensis
Aeschynanthus irigaensis är en tvåhjärtbladig växtart som först beskrevs av Elmer Drew Merrill, och fick sitt nu gällande namn av Brian Laurence Burtt och Patrick James Blythe Woods. Aeschynanthus irigaensis ingår i släktet Aeschynanthus och familjen Gesneriaceae. Inga underarter finns listade i Catalogue of Life.